# علي عطا الله عبيدي
علي عطا الله عبيدي هو مارشال وعميد سابِق في جيش معمر القذافي حتى الحرب الأهلية الليبية عام 2011 عندما انشق عمه انضمّ لصفوف المعارضة في نيسان/أبريل من العام ذاته. صوّرت قوات الثوار الليبيين مقطع فيديو يُظهر علي وهو يُعلن عن انشقاقه رسميًا وانضمامه للثوار. ذكر في المقطع الأول أنه استقال لأن القذافي أعطى أوامر بقتل المدنيين كما أنه لا يريد أن يُلوث يده بدماء شعبه، ثم ذكر في المقطع الثاني أنّه مشى لمدة خمسة عشر يوما من طرابلس إلى المدينة المحاصرة مصراتة. ادّعى العبيدي كذلك أنه قد فرّ من قاعدة جوية في ميتاجا من أجل الانضمام إلى المجلس الوطني الانتقالي.

## الموت
عندما تقدّم الثوار من الدافنية وهي بلدة في غرب ليبيا؛ قُتلَ علي العبيدي جنبا إلى جنب مع ثمانية عشر آخرون في 6 تموز/يوليو. جدير بالذكر أن عطا الله كان يٌعتبر واحدا من أفضل القادة في مصراتة على الجبهة الغربية.